# Maximiliane Ackers
Maximiliane „Maxi“ Ackers (* 24. September 1896 in Saarbrücken; † 17. April 1982 in Glonn) war eine deutsche Schriftstellerin, Drehbuchautorin und Schauspielerin.

## Leben
Maximiliane Ackers wirkte als Glasmalerin, Sängerin und Kabarettistin in Berlin und Hannover. Sie schrieb das Drehbuch zu dem Spielfilm Brennendes Land (Regie: Heinz Herald, 1920/21), in dem sie auch als Darstellerin mitwirkte. Ein weiterer Film, in dem sie mitspielte, sind Florentinische Nächte. Die Abenteuer der Gräfin da Costa (Regie: Hermann Wassung, Käthe Wienskowitz, 1920 ). 1930 verfasste sie zusammen mit Käte Steinitz ein Kabarett für die GEDOK in Hannover "Ein Kabarett und so …". Im Jahr 1935 zog sie nach Icking bei München.
Im Jahr 1923 entstand Freundinnen – Ein Roman unter Frauen (Hannover: Paul Steegemann). Im Jahr 1928 erschien der Roman im zehnten Tausend. Das Buch hat eine lesbische Beziehung zum Thema und beschreibt einfühlsam das Leben der beiden Protagonistinnen. Ackers bietet mit diesem Werk einen Einblick in die lesbische Subkultur der 1920er-Jahre. Unter den Nationalsozialisten wurde das Buch 1934 beschlagnahmt und zwei Jahre später auf die „Liste des schädlichen und unerwünschten Schrifttums“ gesetzt. Alfred Rosenberg erwähnte es entsprechend auf Seite 142 in seiner Schmähschrift Der Sumpf. Querschnitte durch das „Geistes“-leben der November-Demokratie.